# Parque nacional Woraksan
El parque nacional Woraksan (en coreano: 월악산국립공원, 月岳山國立公園) se encuentra en las provincias de Chungcheongbuk-do y Gyeongsangbuk-do, en Corea del Sur. Fue declarado como el parque nacional número 17 en 1984. Fue llamado así por una montaña de 1094 metros denominada Woraksan. El parque es el hogar de 1.200 especies de plantas, 17 especies de mamíferos, 67 especies de aves, 1.092 especies de insectos, 10 especies de anfibios, 14 especies de reptiles, 27 especies de peces de agua dulce y 118 especies de arañas. 16 de las especies animales están en peligro.